# Ángel Parra
Luis Ángel Cereceda Parra (Valparaíso, 27 de junio de 1943-París, 11 de marzo de 2017), conocido simplemente como Ángel Parra, fue un cantautor y escritor chileno. Con una extensa discografía, fue pieza fundamental y fundacional del movimiento musical conocido como Nueva Canción Chilena.

## Biografía

### Inicios

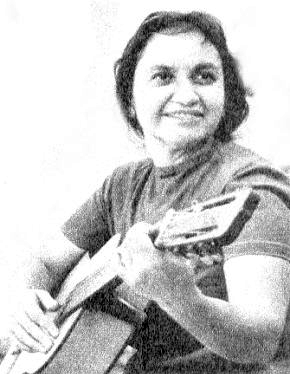
Violeta Parra, madre de Ángel.

Su desarrollo musical fue muy precoz. A los cinco años, luego de la separación de sus padres, comenzó a cantar en los circos el repertorio de célebres intérpretes como Leo Marini. A los diez años comenzó a tocar el guitarrón chileno al conocer con su madre Violeta al maestro cantor Isaías Angulo. En 1958, a los 15 años de edad, publicó su primer EP junto al grupo Los Norteños, titulado 4 villancicos chilenos y que incluye dos villancicos folclóricos, así como dos de su propia creación.
En 1960 Ángel Parra comenzó a trabajar en los inicios de la televisión chilena, donde cumplió diversas labores, desde tramoya hasta artista y asistente de dirección. Repitió la experiencia en Uruguay, donde llegó a ser director. En 1961 recorrió Europa junto a su madre Violeta Parra y su hermana Isabel Parra, lo que les permitió formar con esta última el célebre dúo Isabel y Ángel Parra y, además, traer la idea de hacer una peña, que sería realidad en 1965 bajo el nombre de Peña de los Parra, donde cantarían otras figuras como Víctor Jara, Rolando Alarcón y Patricio Manns.
Al retornar al país, en 1965 lanza su primer disco solista, titulado Ángel Parra y su guitarra, a través del sello Demon, comenzando así una constante y prolífera producción musical. Ese mismo año lanza además su segundo álbum titulado Oratorio para el pueblo, esta vez conformado en su gran mayoría por temas propios. Poco después, ayuda a la formación del naciente grupo Quilapayún, cosa que repite poco después con el conjunto Los Curacas.
Rápidamente se vuelve un puntal del movimiento de la Nueva Canción Chilena. La música de Ángel Parra oscilaría entre la canción protesta, el folclore chileno y latinoamericano, cantando en ocasiones con su hermana Isabel Parra. También será uno de los primeros cantautores, junto con Víctor Jara, en abrirse a otros estilos musicales como el rock, colaborando con agrupaciones de rock chileno como Los Blops o Los Jaivas.

### Golpe de Estado y exilio

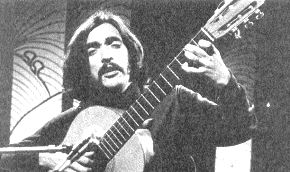
Ángel Parra en 1973.

Debido a sus ideas políticas de izquierda y a su vinculación con la Unidad Popular de Salvador Allende, tras el golpe de Estado de septiembre de 1973 fue detenido en el Estadio Nacional, siendo posteriormente trasladado al Campo de Prisioneros Chacabuco, de donde fue liberado el 8 de marzo de 1974 por gestiones de su esposa, Marta Orrego Matte, y de Jaime Guzmán. En aquel lugar creó un comité encargado de organizar actividades culturales. Antes de ser liberado, participó en un acto donde le cantó al resto de sus compañeros, presentación que fue grabada por Luis Alberto Corvalán y editada en 1975 en el álbum titulado Chacabuco. Durante su tiempo privado de libertad, escribió además «La pasión según San Juan, Oratorio de Navidad» que grabó y publicó en Europa bajo el nombre de Passion selon Saint Jean.
En el exilio residió en México y Francia, donde además de su música, compartió su testimonio sobre las violaciones de los derechos humanos que sufrió al inicio de la dictadura militar de Augusto Pinochet. Su producción discográfica continuó, destacando de ese período el LP de guitarra popular chilena, La prochaine fois, y el último disco grabado con su hermana Isabel Parra en 1981.

### El retorno a Chile

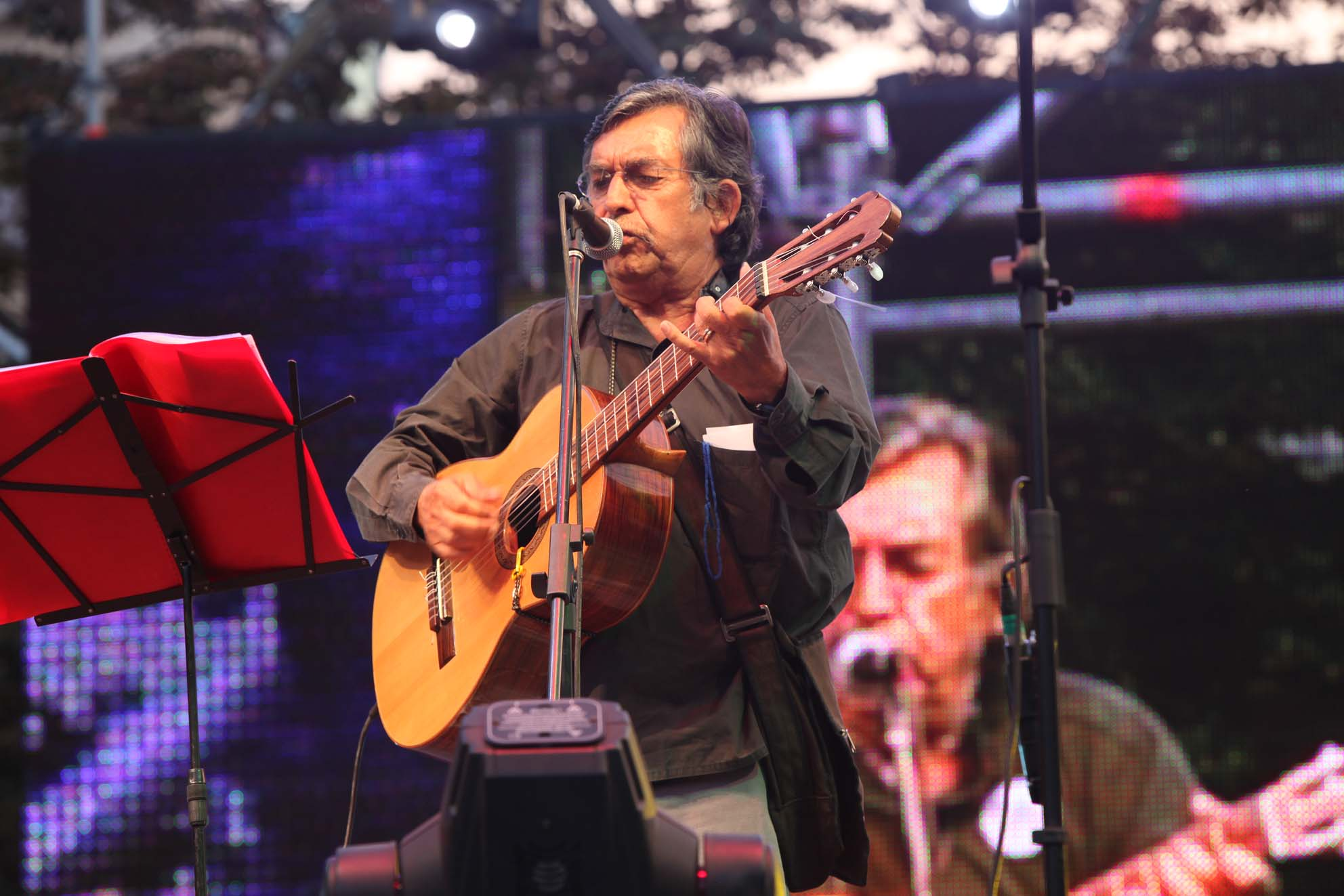
Ángel Parra en 2010.

Volvió a Chile en 1989 para realizar una gira, y a partir de entonces regresó a su país natal en varias ocasiones. Sin embargo, mantuvo su residencia en Francia. En la década de 1990 aumentó su producción musical, incluyendo un disco sobre los 500 años del descubrimiento de América (con letras de Ramón Chao), el 50.º aniversario de la muerte de Gabriela Mistral, cuecas choras, homenajes a Violeta Parra y otros. Además se reeditó en disco compacto parte de su producción de los años 1960. A fines de 2004 recibió, junto con su hermana Isabel Parra, la distinción de «figuras fundamentales de la música chilena» de la SCD.

### Fallecimiento
Falleció el 11 de marzo de 2017 en su residencia de París a los 73 años de edad tras padecer un cáncer de pulmón.

## Discografía
Ángel Parra tiene una fructífera discografía, que incluye más de 50 discos solo como solista, a los cuales hay que agregar los que publicó junto a su hermana Isabel Parra en el dúo Isabel y Ángel Parra, así como los álbumes en los que participó como colaborador o bien interpretados junto con otros intérpretes. A continuación se listan sus álbumes de estudio. Los restantes se encuentran en los respectivos anexos.

### Isabel y Ángel Parra
| - 1963 - Au Chili avec los Parra de Chillán - 1966 - Los Parra de Chile - 1967 - De Violeta Parra | - 1968 - La peña de los Parra, vol. II - 1976 - Isabel y Ángel Parra - 1981 - Isabel et Ángel Parra |

### Como solista
- 1965 - Ángel Parra y su guitarra
- 1965 - Oratorio para el pueblo
- 1966 - Ángel Parra, vol. 2
- 1966 - Arte de pájaros (con Pablo Neruda)
- 1967 - Las cuecas de Ángel Parra y Fernando Alegría (con Fernando Alegría)
- 1967 - Ángel Parra y el tocador afuerino (con Gilbert Favre)
- 1968 - Chile de arriba a abajo (con Manuel Rojas)
- 1968 - Al mundo-niño, le canto
- 1969 - Canciones de amor y muerte
- 1969 - Canciones funcionales / Ángel Parra interpreta a Atahualpa Yupanqui
- 1971 - Canciones de patria nueva / Corazón de bandido
- 1972 - Las cuecas del tío Roberto (con Roberto Parra)
- 1972 - Cuando amanece el día
- 1973 - Pisagua
- 1976 - Ángel Parra de Chile
- 1978 - Ángel Parra à Paris
- 1978 - Guitare populaire du Chili
- 1979 - Oratorio para el pueblo (2ª versión) (con Ayacucho)
- 1980 - Passion selon Saint Jean (2ª versión) (con Taller Recabarren)
- 1982 - La prochaine fois
- 1986 - Chansons et comptines d'Amérique du Sud
- 1988 - El bandido americano viene a bailar
- 1991 - La travesía de Colón
- 1992 - Antología de la canción revolucionaria, vol. 1
- 1993 - Todo el amor
- 1993 - A los niños de Chile
- 1994 - Boleros
- 1994 - Los náufragos (banda sonora para Miguel Littín)
- 1995 - Amado, apresura el paso
- 1998 - El insolente
- 1998 - Eróticas (con Régine Deforges)
- 2000 - Brindis y cuecas caballas
- 2001 - Corazón des Andes
- 2004 - Pisagua (con Ventiscka)
- 2004 - Sólo el amor
- 2006 - Violeta se fue a los cielos
- 2006 - De fiesta con Georges Brassens
- 2009 - En tiempos del tío Roberto
- 2012 - Ángel Parra chante Paco Ibáñez
- 2012 - Ángel Parra chante Pablo Neruda: Solo el amor

## Filmografía
| Año  | Título                                | Rol                                  | Notas                   | Ref.   |
| ---- | ------------------------------------- | ------------------------------------ | ----------------------- | ------ |
| 1969 | Eloy                                  | Música                               | Largometraje de ficción | [ 14 ] |
| 1970 | Venceremos                            | Música                               | Cortometraje documental | [ 15 ] |
| 1970 | Autorretrato                          | Música                               | Largometraje de ficción | [ 16 ] |
| 1971 | Entre ponerle y no ponerle            | Música                               | Cortometraje documental | [ 17 ] |
| 1972 | No nos trancarán el paso              | Música                               | Cortometraje documental | [ 18 ] |
| 1973 | Nuestro Acero                         | Música                               | Cortometraje documental | [ 19 ] |
| 1976 | La odisea de los Andes                | Música                               | Largometraje documental | [ 20 ] |
| 1985 | Andrés de la Victoria                 | Música                               | Largometraje documental | [ 21 ] |
| 1986 | Acta general de Chile                 | Música                               | Largometraje documental | [ 22 ] |
| 1994 | Los náufragos                         | Música                               | Largometraje de ficción | [ 23 ] |
| 2000 | Tierra del fuego                      | Música e intérprete                  | Largometraje de ficción | [ 24 ] |
| 2002 | Cofralandes IV – Evocaciones y valses | Intérprete                           | Largometraje documental | [ 25 ] |
| 2007 | La recta provincia                    | Música e intérprete                  | Largometraje documental | [ 26 ] |
| 2011 | Violeta se fue a los cielos           | Música y basada en su libro homónimo | Largometraje de ficción | [ 27 ] |
| 2017 | Violeta más viva que nunca            | Director                             | Cortometraje documental | [ 28 ] |